# Veřejné finance v Česku
Veřejné finance se zabývají úlohou vlády v ekonomice. Představují specifické finanční vztahy a operace probíhající v rámci ekonomického systému mezi orgány a institucemi veřejné správy na straně jedné a ostatními subjekty na straně druhé. U veřejných financí platí odlišné principy než v rámci běžných soukromých vztahů (obchodní, úvěrové a pojistné). Jedná se o:
- nenávratnost
- nedobrovolnost
- neekvivalence.

V rámci veřejných financí neplatí princip návratnosti čili "něco za něco". Nevzniká plátci žádný právní nárok na to, že by obdržel zpátky adekvátní objem veřejných statků. To stejné platí u principu dobrovolnosti, kdy se v okamžiku realizace kontraktu obě strany domnívají že je pro ně kontrakt výhodný. U principu veřejných financí toto neplatí. Princip neekvivalence je založen na tom, že každý jedinec neobdrží to stejné, co ztratil. U principu návratnosti a ekvivalence je jistě nutná donucovací pravomoc státu. V České republice je možné tyto principy vynutit pomocí zákonů.
Ekonom Jonathan Gruber vytvořil rámec pro hodnocení oblasti veřejných financí. Gruber navrhuje, aby se o veřejných financích uvažovalo ve smyslu čtyř hlavních otázek:
1. Kdy by měla vláda zasahovat do ekonomiky? Na to existují dvě hlavní motivace pro vládní zásahy: selhání trhu a přerozdělování příjmů a bohatství.[4]
2. Jak by vláda měla zasahovat? Jakmile je učiněno rozhodnutí o intervenci, musí vláda zvolit konkrétní nástroj nebo zvolenou politiku k provedení intervence (například veřejné zásobování, zdanění nebo dotace).[4]
3. Jaký dopad na ekonomické výsledky mají tyto zásahy? Otázka k empirickému posouzení přímých a nepřímých účinků konkrétních vládních zásahů.[4]
4. Proč se vlády rozhodují zasahovat takovým způsobem, jakým zasahují? Tato otázka je ústředním tématem studia politické ekonomie, která teoretizuje, jak vlády vytvářejí veřejnou politiku.[4]

## Funkce veřejných financí
Nejčastěji uváděnými argumenty pro existenci veřejného financování a participaci státu je existence tržních selhání. Z toho se vyvozují základní fiskální funkce státu - alokační, redistribuční a stabilizační.

### Alokační funkce
Funkce alokační má za úkol prostřednictvím systému veřejných financí zlepšit efektivitu tržní alokace zdrojů. Odůvodnění potřeby této funkce vychází z faktu, že tržní systém v případech, kdy je nějakým způsobem deformována tržní cena, nedovede zajistit efektivní alokaci zdrojů. Existuje celá řada příčin deformace tržní ceny a tím pádem i neefektivní alokace zdrojů. Normativní teorie se zaměřuje především na problémy veřejných statků, externalit, nedokonalé konkurence a asymetrických informací. V této roli se tedy stát prostřednictvím systému veřejných financí snaží zvýšit efektivitu alokace existujících společenských zdrojů v uvedených případech. To může provést jak prostřednictvím výdajových opatření (například přímým poskytováním nebo dotacemi produkce veřejných statků) tak i na straně příjmů (například vhodnou daňovou politikou).

### Redistribuční funkce
Redistribuční funkce souvisí s úpravami v rozdělování bohatství v souladu s tím, co společnost považuje za spravedlivé. Tato role je občas nazývána distribuční a jindy redistribuční. Když hovoříme o termínu „distribuční“, jedná se pouze o rozdělování zdrojů z veřejných rozpočtů (výdaje). Co se týče termínu „redistribuční“, zahrnuje nejen distribuci výdajů z veřejných rozpočtů, ale i způsob, jakým jsou daně vybírány jako příjmy veřejných rozpočtů.
Redistribuční funkce veřejných financí se zaměřuje na otázku rozdělování resp. přerozdělování příjmů ve společnosti. Tato přerozdělování se týkají jak příjmové, tak výdajové strany veřejných rozpočtů a jsou prováděna skrze státní výdaje i daňovou soustavu. Mezi přerozdělování (transfery) patří například starobní důchody, jelikož však během života lidé pravidelně odvádí státu pojistné na důchodové pojištění, je vhodnější uvést a označit jako ryzí přerozdělování spíše státní sociální podporu, za kterou stát nevyžaduje určitou formu peněžní protiplatby. Redistribuční funkce představuje jakýsi nadstavbový prvek rozdělování příjmů ve společnosti, který intervenuje v tržním procesu. Jakožto tržní intervence může přerozdělování mít i svá negativa – nadměrná míra redistribuce zisků povede ke slabší pracovní motivaci a následnému menšímu ekonomickému růstu.
Rozdělování příjmů nebo bohatství ve společnosti za tržních podmínek (při absenci zásahů v podobě redistribuční funkce) závisí na: rozložení výrobních faktorů ve státě, na výdělkových schopnostech jednotlivců, na rozložení nahromaděného a zděděného bohatství atd. Takovéto rozložení může, ale nemusí být v souladu s tím, co společnost považuje za spravedlivé.

### Stabilizační funkce
Funkce stabilizační představuje klíčový mechanismus, jehož účelem je utlumit fluktuace míry ekonomické aktivity, jež vznikají v důsledku hospodářského cyklu. Tato stabilizační role má za úkol minimalizovat negativní dopady recese a případně předcházet přehřátí ekonomiky. Pro dosažení těchto cílů se aktivně využívá systém veřejných financí v rámci fiskální politiky, která se stává neodmyslitelnou součástí celkové hospodářské politiky státu.
V situaci recese, charakterizované poklesem ekonomické aktivity a nejistotou na trhu, přijímá vláda opatření směřující k oživení ekonomiky. Tento proces, známý jako fiskální expanze, může zahrnovat například zvýšené veřejné investice, snížení daní nebo zvýšení výdajů. Cílem je podporovat poptávku a stimulovat ekonomický růst.
Naopak v době, kdy hrozí přehřátí ekonomiky, tj. období vzestupného cyklu s přebytkem poptávky a možným tlakem na inflaci, se uplatňuje fiskální restrikce. Vláda v této fázi přijímá opatření k omezování veřejných výdajů, zvyšování daní nebo jiné kroky směřující k udržení ekonomiky v udržitelných mezích a prevenci nadměrné inflace.

## Fiskální politika a veřejné finance

### Fiskální vs. rozpočtová politika
Běžně dochází k záměně pojmů rozpočtová a fiskální politika. Fiskální politika se věnuje nastolení ekonomické rovnováhy a podpoře ekonomického růstu, kdežto rozpočtová politika se spíše soustředí na procesy v rámci rozpočtové soustavy a zabezpečuje dostatečné příjmy pro realizaci veřejných zájmů. Oba tyto přístupy využívají podobné nástroje, avšak liší se v primární funkci. Zatímco fiskální politika slouží především jako prostředek stabilizace a stimulace, rozpočtová politika má za úkol alokaci a redistribuci zdrojů.
Obecně se fiskální politika rozděluje na expanzivní a restriktivní varianty. Expanzivní fiskální politika zahrnuje opatření vlády s cílem podporovat ekonomiku, obvykle se jedná o kroky, které stimulují ekonomickou aktivitu, například snižování daní nebo zvyšování veřejných výdajů. Naopak restriktivní fiskální politika zpomaluje ekonomickou aktivitu a obvykle se k ní přistupuje v případech, kdy je ekonomika příliš dynamická nebo "přehřátá". Přehřátou ekonomikou se rozumí situace, kdy vysoká poptávka vede k využití výrobních kapacit nad optimální úrovní, což obvykle vyvolává rostoucí inflaci.

### Veřejné rozpočty

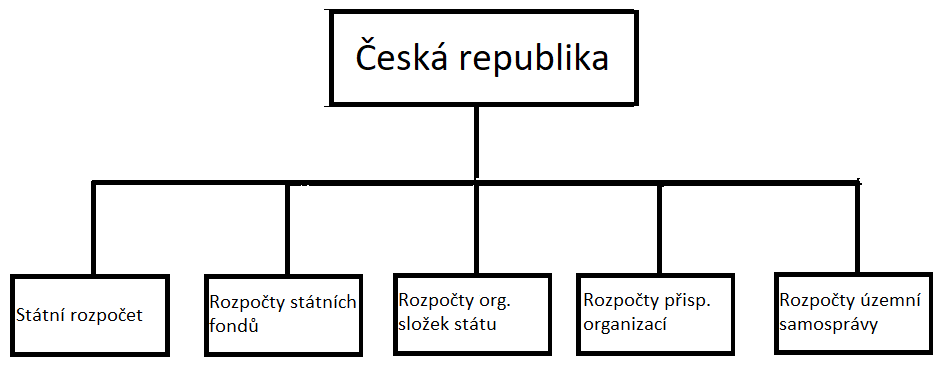
Struktura veřejných rozpočtů v ČR

Veřejný rozpočet lze zkoumat z různých perspektiv, a jedním z těchto hledisek je institucionální pohled. Tento pohled rozlišuje centrální (správní) a samosprávnou úroveň veřejných rozpočtů, což odpovídá struktuře vládnutí. V České republice je systém vládnutí rozčleněn do dvou základních úrovní – centrální úroveň (vláda ČR) a úroveň samosprávná (kraje a obce). Tyto dvě úrovně mají své odpovídající úrovně veřejných rozpočtů. Celkově tyto úrovně tvoří veřejnou rozpočtovou soustavu.
V České republice je veřejná rozpočtová soustava složena z několika klíčových prvků, které reflektují různé úrovně a sféry státní správy. Těmito prvky jsou státní rozpočet, rozpočty státních fondů, rozpočty organizačních složek státu, rozpočty příspěvkových organizací a rozpočty územní samosprávy. Každý z těchto rozpočtových prvků plní specifickou roli v celkovém hospodaření veřejných financí a dále veřejné instituce jejich prostřednictvím provádějí své různé veřejné politiky.
Nejvýznamnějším prvkem veřejné rozpočtové soustavy je státní rozpočet, který zastává centrální roli. Prostřednictvím státního rozpočtu centrální vláda financuje cíle jednotlivých veřejných politik a zajišťuje tak celkovou stabilitu a efektivnost hospodářství. Jedním z nejdůležitějších aktérů při tvorbě rozpočtové politiky je Ministerstvo financí, které jakožto ústřední orgán státní správy obstarává státní rozpočet, státní závěrečný účet, státní pokladnu České republiky a hlídá také hospodaření krajů, obcí a dokonce i zdravotních pojišťoven.
Dalším důležitým prvkem jsou státní fondy, které jsou zaměřeny na specifické účely a oblasti působnosti. Tato struktura zahrnuje tzv. mimorozpočtové státní fondy, jako jsou Státní fond kultury, Státní fond životního prostředí, Státní fond pro podporu a rozvoj české kinematografie, Státní fond dopravní infrastruktury, Státní fond rozvoje bydlení a Státní intervenční zemědělský fond.
Kromě toho existují účelové vládní agentury, jako například Podpůrný garanční rolnický a lesnický fond, Exportní garanční pojišťovací společnost, Česká exportní banka, Českomoravská záruční a rozvojová banka a Agentura pro rozvoj podnikání. Tyto agentury provádějí aktivity v souladu s jejich účelem a jsou podrobeny kontrole ze strany Nejvyššího kontrolního úřadu.
Na úrovni samosprávy, tj. krajů a obcí, jsou také sestavovány rozpočty, které slouží k realizaci programových cílů dané samosprávy. Samosprávy mohou též zakládat mimorozpočtové fondy, jako je například památkový fond na úrovni obcí. Struktura, počet a účel těchto fondů závisí na rozhodnutí příslušného obecního zastupitelstva. Celkově tato rozmanitost prvků veřejné rozpočtové soustavy umožňuje flexibilitu a přizpůsobení se specifickým potřebám a cílům na různých úrovních správy.

## Veřejné příjmy
Veřejnými příjmy rozumíme příjmy plynoucí do veřejných rozpočtů a to jak do rozpočtu státního, tak do územních samospráv, parafiskálních fondů (ale také do rozpočtů zdravotních pojišťoven).
Veřejné příjmy lze rozdělit do následujících kategorií:
- Daně
  - Daně z příjmu fyzických osob
  - Spotřební daně
  - Daně z příjmu právnických osob
  - Daně z dědictví
  - Daně majetkové
- Poplatky
- Prodej
  - Půda, pozemky, podniky
- Půjčky a úvěrové příjmy
  - Z domácích a zahraničních zdrojů
- Dary/dědictví
  - Hotovostní/fyzická aktiva

## Veřejné výdaje
Veřejné výdaje můžeme charakterizovat jako finanční prostředky, které činitelé veřejných rozpočtů alokují na uskutečnění fiskálních politik, přičemž jsou brány v potaz principy nenávratnosti a neekvivalence. Typickým účelem veřejných výdajů je financování aktivit vlády státu, ať už se jedná o výdaje na obranu, soudnictví, vzdělávání či regulační aktivity.
Ekonomové rozdělují vládní výdaje do tří hlavních typů. Vládní nákupy zboží a služeb pro běžné použití jsou klasifikovány jako vládní spotřeba. Vládní nákupy zboží a služeb určené k vytvoření budoucích výhod – jako jsou investice do infrastruktury nebo výdaje na výzkum – jsou klasifikovány jako vládní investice . Vládní výdaje, které nejsou nákupy zboží a služeb, ale představují pouze převody peněz – jako jsou platby sociálního zabezpečení – se nazývají transfery. 
Spotřební i investiční vládní výdaje mohou sloužit k financování samotných institucí nebo projektů a programů, které mohou vedle státních institucí uskutečňovat i soukromé organizace prostřednictvím ku příkladu veřejných zakázek či spolufinancováním. Z ekonomického hlediska má užívání veřejných statků a služeb vlastní náklady obětované příležitosti ve formě ušlého výstupu v ostatních sektorech ekonomiky, jelikož využití těchto statků ve veřejném sektoru znemožňuje jejich využití v soukromém sektoru.
Transfery jsou charakteristickou ukázkou principu neekvivalence ve veřejných financích. Jsou to veřejné prostředky poskytované s daným účelem různým subjektům, přičemž není vyžadované žádné protiplnění. Zajímavostí je, že transfery nejsou na rozdíl od spotřebních a investičních veřejných výdajů takzvané ujídající výdaje, tedy že transfery nezatěžují produkční kapacitu státu, neboť nespotřebovávají různé komodity. Naopak transfery zvyšují důchody veřejnosti, díky čemuž mohou lidé nakupovat více statků a služeb, aniž by bylo omezeno disponibilní množství statků a služeb pro soukromé užití.
Dále můžeme rozlišit tzv. daňové výdaje, mezi které se řadí slevy na daních. V tomto případě se vláda typicky zřekne části svých daňových příjmů ve prospěch jiných subjektů.
Jeden ze zákona povinných výdajů státu s vysokou prioritou je financování veřejného dluhu. Schodkové rozpočty vyvolávají navyšování státního zadlužení, jehož splácení kvůli své přednosti před jinými výdaji způsobuje nedostatek financování v jiných oblastech, na což si stát musí opět půjčovat. Problematické je zadlužení veřejných financí v případě, že věřitelé projeví skepticismus ohledně schopnosti státu dluh splácet a navýší tak z důvodu rizikovosti vyžadované úroky. V České republice funguje jako pomocný a nezávislý orgán pro vyhodnocování udržitelnosti veřejných financí a zodpovědnému zadlužování státu Národní rozpočtová rada, jejímuž Výboru pro rozpočtové prognózy od roku 2018 předsedá hlavní ekonom UniCredit Bank Pavel Sobíšek.
V případě, že jsou výdaje veřejných rozpočtů vyšší než příjmy, vytvoří se schodek (deficit) rozpočtu a stát se musí typicky dále zadlužit, aby mohl hospodaření se schodkem pokrýt.

## Veřejný dluh
Pojem veřejný druh je označení pro státní dluh, tedy souhrn závazků vlády vznikajících primárně ze schodkových rozpočtů, a také závazky územních samospráv, zdravotních pojišťoven, mimorozpočtových fondů a dalších institucí. Jedna z možností jak veřejný dluh sledovat je vedle jeho absolutní hodnoty také jeho poměr k HDP daného státu. Co se týče České republiky, veřejný dluh v roce 2022 představoval 44,2 % HDP.
Častým způsobem pro získávání chybějících financí je vydávání státních dluhopisů, které se investorům splácí s úroky. Tyto úroky společně s různými poplatky vytváří náklady na obsluhu dluhu. Velké zadlužení a z toho vycházející náklady na obsluhu dluhu mohou zásadně zmenšit možné výdaje v jiných oblastech (např. ve vládních investicích), jelikož obsluha dluhu je ze zákona povinný výdaj, který má přednost před všemi ostatními výdaji státního rozpočtu.

## Problémy veřejných financí
Hlavním problémem veřejných financí je jejich sklon k rozpočtovým deficitům. To má patrně 3 zásadní důvody:
1. Voliči politických stran přirozeně upřednostňují krátkodobý užitek ze zvýšených vládních výdajů či nižší míry zdanění. Nemusí si avšak být vědomi dlouhodobých nepříznivých následků, které tyto politiky zanechávají na rozpočtech, a tak nemají v úmyslu za tyto následky vládu „potrestat” například zvolením jiných stran při následujících volbách. V závěru vede tento stav vlády k fiskálním politikám, které jsou procyklické.
2. Případní voliči současných politických stran jsou vždy současná generace občanů. Ta přirozeně preferuje odsouvání břemene nákladů státního dluhu na následující generace a čerpání politik s krátkodobým užitkem zmíněných výše.
3. Neoprávněné požadování společných zdrojů lobbistickými skupinami.[2]

Řešením problému rozpočtových deficitů může být změna podnětů pro vládu či centrální banku a uvedení určitých restrikcí při provádění rozpočtové politiky:
1. Rozpočtový systém by měl být v zásadě transparentní, spolehlivý a komplexní, přičemž je potřebné konkrétně rozdělit pravomoci během rozpočtového procesu mezi vládu a jiné legislativní orgány.
2. Zavedení limitů na statní deficit nebo jiných pravidel pro fiskální politiku může podpořit budoucí jistotu v tuto politiku a také její konzistentnost.
3. Eventuální vytvoření nezávislých veřejně financovaných institucí, které by měly za cíl připravovat prognózy týkající se stavu makroekonomického vývoje nebo důsledků fiskální politiky. Mohly by také nést odpovědnost za předem stanovené nástroje rozpočtové politiky.[2]

Jiným řešením problémů veřejných financí může být tzv. reforma veřejných financí, tedy změny v aktuálním fungování veřejných financí, které přinesou kvalitativní změny podmínek pro jejich budoucí lepší fungování. Pro úspěšné realizování jakékoliv reformy veřejných financí je důležité provést systémové změny v nastavených parametrech veřejných financí.
Důležitou součástí reformy veřejných financí musí být bezesporu reforma samotné výdajové strany rozpočtů. Fundamentální změna by měla přijít ve způsobu nahlížení na rozpočtování, je totiž důležité si uvědomit, že spotřebitelem veřejných statků a služeb, které jsou financované z veřejných výdajů, je veřejnost. Alokační efektivnost nastává v případě rovnováhy nabídky a poptávky a v případech mnoha trhů se nabídka odvozuje až od samotné poptávky a nachází ekvilibrium. Avšak to není případ veřejných statků a služeb, jelikož poptávka po nich nebývá předem zjišťována. Tvůrci rozpočtů tak sami iniciují nabídku bez předem stanovené poptávky. Tento problém můžeme nazvat jako institucionální financování. Jelikož skutečné potřeby veřejnosti nejsou sledovány, není ani možné zpětně určit, zda je nastavená alokace optimální a splňuje své cíle.
Za účelem efektivní alokace omezených zdrojů veřejných financí by reformním cílem měla být proměna tohoto nabídkového způsobu sestavování rozpočtu na určitou formu poptávkového přístupu, který bude prostřednictvím různých zjišťovacích metod brát ohledy na poptávku veřejnosti po veřejných statcích a službách tak, aby jejich nabízené množství bylo obrazem právě poptávky veřejnosti. Následně je důležité přetransformovat preference veřejnosti do cílů veřejných politik takovým způsobem, aby byla splněna podmínka ohleduplnosti k budoucím generacím. Zamezení nadužívání spotřeby veřejných statků současnou generací lze pouze pomocí nalezení souladu poptávky nynější generace s předpokládanou budoucí poptávkou následných generací. Pokud je tato transformace splněná, stačí už jen sestavit rozpočet takovým způsobem, aby měly prioritu alokace, které uspokojí nejintenzivnější veřejné potřeby.